# Gilles Vanderpooten
Gilles Vanderpooten est un auteur, journaliste, et dirigeant associatif français. Coauteur avec Stéphane Hessel du livre Engagez-vous !, et avec Philippe Starck du livre Impressions d'ailleurs, fondateur de la collection Conversations pour l'avenir aux éditions de l'Aube, il dirige également l'organisation non gouvernementale Reporters d'espoirs initiatrice du « journalisme de solutions ». Il est diplômé d'Audencia Grande École en 2009.

## Biographie
Au cours de son cursus à Audencia, Gilles Vanderpooten crée en 2006 à Nantes le Festival du film de l’environnement et du développement durable, volet grand public des 4e Assises nationales du développement durable, en partenariat avec le Ministère de l'écologie, la région Pays de la Loire et la Cité des congrès de Nantes.
Puis il lance en 2008 le Tour de France du développement durable, voyage à la rencontre de citoyens, entrepreneurs, collectivités, qui mettent en œuvre des solutions concrètes aux enjeux écologiques, sociaux, sociétaux et pour « une économie plus solidaire et plus humaine ». Ce voyage donne lieu à la publication de l'ouvrage Le Tour de France du développement durable aux éditions Alternatives en septembre 2010, préfacé par Edgar Morin.
Il publie en 2009 « l'Appel pour une France durable », avec Mediapart et des personnalités dont Amélie Nothomb, Jean Jouzel, Nicolas Vanier, Tristan Lecomte, Isabelle Autissier et Jéromine Pasteur pour attirer l’attention des citoyens et des décideurs sur l’urgence de considérer des « alternatives » économiques, appelant notamment à développer l’économie sociale et solidaire.
Il publie en mars 2011 le livre d’entretiens Engagez-vous ! avec Stéphane Hessel, devenu livre à succès, et créé la collection d'ouvrages « Conversation pour l'avenir » aux éditions de l'Aube.
Il cosigne l'année suivante un ouvrage d'entretiens avec Danielle Mitterrand, réalisé peu avant la disparition de l'épouse du Président de la République et Fondatrice de la fondation France Libertés.
En 2012, il coécrit Impression d'ailleurs avec le designer Philippe Starck.
En août 2013, il cosigne l'ouvrage I have a dream, un nouveau monde se dessine, pour célébrer le 50e anniversaire du discours de Martin Luther King, avec 27 dessinateurs membres de Cartooning for Peace créée par Plantu, et dont les droits sont reversés à l'association Reporters d'Espoirs.
En hommage à Stéphane Hessel et à l'occasion du 96e anniversaire de sa naissance, il coordonne et publie avec Christiane Hessel, épouse du Résistant, le livre Stéphane Hessel, irrésistible optimiste. Cet ouvrage rassemble les contributions et témoignages d'amis et connaissances parmi lesquels Jane Birkin, Guy Bedos, Edgar Morin, Martin Hirsch et René Passet.
En 2017, il est sélectionné pour faire partie de la première promotion des 30 Franco-British Young Leaders, qui rassemble 15 Français et 15 Britanniques. Ce club de jeunes professionnels âgés de 30 à 40 ans, créé dans le contexte du Brexit, à visée diplomatique, "a pour ambition d’approfondir la compréhension et la collaboration franco-britannique au travers de ses plus talentueux jeunes leaders".

## Engagez-vous!
Gilles Vanderpooten réalise en 2009 une série d’entretiens avec Stéphane Hessel, qui donne lieu à la publication d'Engagez-vous ! aux éditions de l'Aube en mars 2011.
Un grand nombre de maisons d'édition refusent d’abord l’ouvrage. C’est le sociologue Jean Viard, éditeur aux éditions de l'Aube, qui y donne un écho favorable.
Engagez-vous ! devient rapidement un bestseller, faisant « une entrée fracassante » dès la première semaine de sa sortie selon le magazine L'Express. Il figure pendant plusieurs semaines au troisième rang des essais les plus vendus en France.
L'ouvrage se positionne à la 8e place des livres les plus vendus en France en 2011 dans la catégorie « essais », et la 19e tous livres confondus. Il aurait été vendu à plus de 200 000 exemplaires, et traduit en 15 langues.

## Ouvrages
- 2009 : Le Tour de France du développement durable, préface de Jean-Louis Étienne, Jéromine Pasteur et Yann Arthus-Bertrand, postface d'Edgar Morin, éditions Alternatives-Gallimard.
- 2011 : Engagez-vous !, entretiens avec Stéphane Hessel, Gilles Vanderpooten, éditions de l'Aube.
- 2011 : Comprometeos ! Stéphane Hessel, Conversaciones con Gilles Vanderpooten, éditions Destino (Espagne).
- 2011 : Engagiert Euch!, Stéphane Hessel Im Gespräch mit Gilles Vanderpooten, Ullstein Hardcover (Allemagne).
- 2011 : Partageons ! L'utopie ou la guerre, entretiens avec Yves Paccalet, éditions de l'Aube.
- 2011 : La vie est un chemin qui a du cœur, entretiens avec Jéromine Pasteur, éditions de l'Aube.
- 2012 : Ce que je n'accepte pas, derniers entretiens avec Danielle Mitterrand, éditions de l'Aube
- 2012 : Impression d'ailleurs, Philippe Starck, avec Gilles Vanderpooten, éditions de l'Aube.
- 2013 : I have a dream, un nouveau monde se dessine, Michel et Gilles Vanderpooten, Laurent Deloire, Plantu, Steinkis.
- 2013 : Stéphane Hessel, irrésistible optimiste, Christiane Hessel et Gilles Vanderpooten, l'Aube.
- 2014 : Tunisie, la Révolution inachevée, Youssef Seddik, avec Gilles Vanderpooten, l'Aube.
- 2015 : Utopie, quand reviendras-tu ?, avec Jean-Claude Carrière, l'Aube.
- 2017 : La France des solutions, ces citoyens qui bâtissent l'avenir, avec Jean-Louis Étienne, Arthaud.
- 2019 : 20 initiatives qui font bouger la France, Librio.
- 2020 : Imaginer le monde de demain, le rôle positif des médias, postfacé par Eric Fottorino, Actes Sud.
- 2022 : Environnement, économie, solidarité : Ensemble on va plus loin, premier numéro de la revue Reporters d'Espoirs.
- 2023 : Nature : vous n'avez encore rien vu !, deuxième numéro de la revue Reporters d'Espoirs.
- 2024 : Ces jeunes qui font la génération solutions, troisième numéro de la revue Reporters d'Espoirs.
- 2024 : Le journalisme de solutions, un levier pour agir, Revue Etudes n°4311, janvier 2024.